# Donato Baldi
Donato Baldi OFM (1888–1965) – włoski biblista katolicki, palestynolog, historyk, franciszkanin.
W latach 1938–1940 oraz 1950–1963 pełnił funkcję dyrektora Franciszkańskiego Studium Biblijnego w Jerozolimie. Autor Enchiridion Locorum Sanctorum (wyd. 1935) oraz Historycznego atlasu biblijnego (wyd. 1955). Wydawca jednego z poczytniejszych przewodników po Ziemi Świętej, przetłumaczonego również na język polski. Pełnił funkcję konsultanta w czasie obrad Soboru Watykańskiego II.